# 안드로메다자리 7
안드로메다자리 7(7 Andromedae / 7 And)는 안드로메다자리의 항성으로 겉보기 등급은 +4.54 등급이다. 지구에서 80 광년 떨어져 있다.

## 참고 자료
- 안드로메다자리 7의 사진[깨진 링크(과거 내용 찾기)]